# Stefano Bortolussi
Stefano Bortolussi, noto anche con lo pseudonimo di Burt O'Loosy (Milano, 24 febbraio 1959), è uno scrittore, poeta e traduttore italiano.

## Biografia
È traduttore di alcuni dei principali autori di narrativa contemporanea anglo-americana, fra cui James Ellroy, John Irving, Edward Bunker, Stephen King, Cathleen Schine, James Lee Burke, Bill Bryson, Richard Price, John Connolly, Nicholas Evans, John Katzenbach, Frederick Forsyth ecc.
Esordisce come poeta e i suoi versi sono pubblicati sulle riviste letterarie «CountDown», «VersoDove» e «Schema», e successivamente in raccolta. Nel 2010 il suo poemetto Il moto ondoso del cercare è stato inserito nell'antologia Bona Vox (Jaca Book), a cura di Roberto Mussapi.
Il suo debutto come romanziere avviene prima ancora negli Stati Uniti che in Italia. Nel 2003 viene infatti pubblicato dalla casa editrice City Lights di Lawrence Ferlinghetti Head Above Water, tradotto da Anne Milano Appel, nella collana "Italian Voices", che si aggiudica il 23rd Northern California Book Award e arriva tra i finalisti del PEN Center Literary Award;
nel 2004 esce in italiano per l'editore peQuod con il titolo Fuor d'acqua.
Seguono altri tre romanzi e due serie di libri per bambini scritte con lo pseudonimo Burt O'Loosy (Le avventure di Miss Marmot e Dick Rabbit).

## Opere in lingua italiana

### Poesia
- L'ombra del rimare (silloge), Forum/Quinta Generazione, Forlì, 1982. ISBN non esistente
- Ipotesi di caldo (silloge), Book Editore, Castel Maggiore (BO), 2001 - ISBN 88-7232-388-6
- Il moto ondoso del cercare (poemetto), in AA.VV., Bona Vox. La poesia torna in scena (a cura di Roberto Mussapi), Jaca Book, Milano, 2010 - ISBN 978-88-16-50272-7
- Califia, Jaca Book, Milano, 2014 - ISBN 9788816520462
- I labili confini, Interno Poesia Editore, Latiano, 2016 - ISBN 978-88-942084-1-2
- Esilienze (a cura di Maurizio Cucchi), Stampa 2009 Editore, Azzate (VA), 2023 - ISBN 888336077X

### Narrativa
- Fuor d'acqua (romanzo), peQuod, Ancona, 2004, ISBN 88-87418-68-3 (nuova edizione, VandA ePublishing, Milano, 2015, ISBN 978-88-6899-137-1)
- Fuoritempo (romanzo), peQuod, Ancona, 2007, ISBN 978-88-6068-024-2 (nuova edizione, VandA ePublishing, Milano, 2015, ISBN 978-88-6899-136-4)
- Verso dove si va per questa strada (romanzo), Fanucci Editore, Roma, 2013, ISBN 978-88-347-2120-9
- Billy & Coyote (romanzo), Effigi, Arcidosso, 2017, ISBN 978-88-6433-819-4

### Libri per bambini
- Burt O'Loosy & Matt Wolf, Il mistero del sassofono soffiato, (illustrato), Dami Editore, Firenze, 2001, ISBN 9788809610200
- Burt O'Loosy & Matt Wolf, I sotterranei di New Zoork, (illustrato), Dami Editore, Firenze, 2001, ISBN 9788809610194
- Burt O'Loosy & Matt Wolf, Un caso spinoso, (illustrato), Dami Editore, Firenze, 2001, ISBN 9788809610187 (nuova edizione 2005, ISBN 9788809613041)
- Burt O'Loosy & Matt Wolf, Pugni, pupe e... patate, (illustrato), Dami Editore, Firenze, 2001, ISBN 9788809610217
- Burt O'Loosy & Matt Wolf, L'amore (istruzioni per l'uso), (illustrato), Dami Editore, Firenze, 2002, ISBN 9788809611016
- Burt O'Loosy & Matt Wolf, Do you speak english?, (illustrato), Dami Editore, Firenze, 2002, ISBN 9788809611047
- Burt O'Loosy & Matt Wolf, Il testamento di Lady Catherine, (illustrato), Dami Editore, Firenze, 2002, ISBN 9788809611733
- Burt O'Loosy & Matt Wolf, Il mitico libro dei giochi, (illustrato), Dami Editore, Firenze, 2002, ISBN 9788809611283
- Burt O'Loosy & Matt Wolf, La spiaggia dei surfisti, (illustrato), Dami Editore, Firenze, 2003, ISBN 9788809611245
- Burt O'Loosy & Matt Wolf, Nel cuore della giungla tenebrosa, (illustrato), Dami Editore, Firenze, 2003, ISBN 9788809611238
- Burt O'Loosy & Matt Wolf, Il fantasma del castello di Loch Mess, (illustrato), Dami Editore, Firenze, 2003, ISBN 9788809611726 (nuova edizione 2006, ISBN 9788809613034)
- Burt O'Loosy & Matt Wolf, Do you speak English? Vocabolario illustrato d'inglese. Dick Rabbit Educational, (illustrato), Dami Editore, Firenze, 2005, ISBN 9788809613812
- Burt O'Loosy & Matt Wolf, La chiatta del tricheco, (illustrato), Dami Editore, Firenze, 2005, ISBN 9788809612341
- Burt O'Loosy & Matt Wolf, La figlia del maragià, (illustrato), Dami Editore, Firenze, 2005, ISBN 9788809612358

## Opere in lingua inglese

### Narrativa
- Head Above Water (romanzo); traduzione di Anne Milano Appel. City Lights Books, San Francisco (USA), 2003, ISBN 0-87286-426-X

## Traduzioni
- Douglas Kennedy, Morte di un fotografo, Segrate, Rizzoli, 1997, ISBN 978-88-17-20429-3.
- Bill Bryson, Il mondo è un teatro. La vita e l'epoca di William Shakespeare, Parma, Guanda, 2008, ISBN 978-88-6088-820-4.